# María Rojas (Leichtathletin)
María Rojas (* 20. April 2005) ist eine venezolanische Mittelstreckenläuferin, die sich auf die 800-Meter-Distanz spezialisiert hat.

## Sportliche Laufbahn
Erste Erfahrungen bei internationalen Meisterschaften sammelte María Rojas im Jahr 2022, als sie bei den Jugend-Südamerikaspielen in Rosario mit 2:15,26 min den vierten Platz im 800-Meter-Lauf belegte. Anschließend gelangte sie auch bei den U18-Südamerikameisterschaften in São Paulo mit 2:13,54 min auf Rang vier. Im Jahr darauf schied sie bei den Zentralamerika- und Karibikspielen in San Salvador mit 2:11,01 min im Vorlauf über 800 Meter aus und belegte mit der venezolanischen 4-mal-400-Meter-Staffel in 3:55,90 min Rang fünf. 2024 belegte sie bei den U23-Südamerikameisterschaften in Bucaramanga in 2:09,81 min den vierten Platz über 800 Meter und im Jahr darauf gewann sie bei den Hallensüdamerikameisterschaften in Cochabamba in 2:11,65 min die Silbermedaille hinter der Brasilianerin Jaqueline Weber. Ende April belegte sie bei den Südamerikameisterschaften in Mar del Plata in 2:07,86 min den vierten Platz.
In den Jahren 2022 und 2024 wurde Rojas venezolanische Meisterin im 800-Meter-Lauf.

## Persönliche Bestzeiten
- 800 Meter: 2:07,25 min, 6. April 2025 in Caracas
  - 800 Meter (Halle): 2:11,65 min, 23. Februar 2025 in Cochabamba